# Spin City
Spin City is een Amerikaanse sitcom van ABC, bedacht door Gary David Goldberg en Bill Lawrence. De serie liep van 17 september 1996 tot 30 april 2002. In Nederland verscheen de serie eerst op SBS6, daarna werd de serie herhaald op achtereenvolgens Net5 en Comedy Central.

## Verhaal
Het verhaal is gebaseerd op een fictieve lokale overheid die New York bestuurt vanuit het stadhuis. Hoewel de serie zich voor een groot deel richt op de werkzaamheden van Randall Winston, de burgemeester van New York, gespeeld door Barry Bostwick, is de hoofdrol die van de gemeentesecretaris Mike Flaherty, die in het begin van de serie werd gespeeld door Michael J. Fox.
Mike levert uitstekend werk, waarbij hij om moet gaan met spin en leugens. Zijn persoonlijke leven daarentegen verloopt iets minder soepel. Andere personeelsleden van het stadhuis zijn secretaris Paul Lassiter (Richard Kind); stafchef Stuart Bondek (Alan Ruck); hoofd van minderheidszaken, Carter Heywood (Michael Boatman). Ondanks hun overweldigende persoonlijke verschillen worden Stuart en Carter later in de serie huisgenoten en beste vrienden.
Overige personeelsleden zijn speechschrijver James Hobert (Alexander Chaplin); Mikes secretaresse Janelle Cooper (Victoria Dillard) en de accountant Nikki Faber (Connie Britton ). Janelle wordt later secretaresse van de burgemeester en Stacey Paterno (Jennifer Esposito) voegt zich bij de show als secretaresse van Mike. Deze groep streeft naar het verbeteren van het imago van de burgemeester.
Michael J. Fox wordt later in de serie wegens ziekte vervangen door Charlie Sheen, die de taak van gemeentesecretaris op zich neemt. De serie eindigde in 2002.

## Kijkcijfers en beoordeling
Dit is een overzicht van seizoensgebonden beoordelingen en kijkcijfers. (Gebaseerd op het gemiddelde totale aantal kijkers per aflevering). Elk Amerikaans seizoen begint eind september en eindigt eind mei.
| Seizoen | Start             | Einde         | Televisieseizoen | Beoordeling | Kijkcijfers (in miljoenen) |
| ------- | ----------------- | ------------- | ---------------- | ----------- | -------------------------- |
| 1       | 17 september 1996 | 13 mei 1997   | 1996–1997        | #17         | 11.7                       |
| 2       | 24 september 1997 | 20 mei 1998   | 1997–1998        | #47         | 11.2                       |
| 3       | 22 september 1998 | 25 mei 1999   | 1998–1999        | #28         | 13.1                       |
| 4       | 21 september 1999 | 24 mei 2000   | 1999–2000        | #33         | 12.4                       |
| 5       | 18 oktober 2000   | 23 mei 2001   | 2000–2001        | #56         | 7.1                        |
| 6       | 25 september 2001 | 30 april 2002 | 2001–2002        | #78         | 8.4                        |